# أوبر-رامشتات
اوبر رام اشتات (بالألمانية: Ober-Ramstadt) هي بلدة، مدينة وبلدة ألمانية تقع في ألمانيا في منطقة دارمشتات ديبورغ ‏. يقدر عدد سكانها بـ 15,196 نسمة .

## المدن التوأمة
مدن كوجوليتو، Vermezzo، براجيلاتو، Zelo Surrigone وSaint-André-les-Vergers هي مدن توأمة لـاوبر رام اشتات.

## أعلام
- جورج كريستوف ليشتنبرغ